# Oxylobium obtusifolium
Oxylobium obtusifolium är en ärtväxtart som beskrevs av Robert Sweet. Oxylobium obtusifolium ingår i släktet Oxylobium och familjen ärtväxter. Inga underarter finns listade i Catalogue of Life.